# Seznam alexandrijských patriarchů
Seznam alexandrijských patriarchů obsahuje všechny biskupy a patriarchy Alexandrie před Chalkedonským koncilem, na němž došlo ke schizmatu, kdy se rozdělila řecká ortodoxní církev, která výsledky koncilu uznala, a na ní nezávislá koptská pravoslavná církev, která výsledky tohoto koncilu neuznala. Malá část těchto koptských ortodoxních křesťanů se v polovině 18. století sjednotila s Římem, vytvořila koptskou katolickou církev, která má od roku 1824 svého patriarchu. Navíc byl římskokatolickým biskupům udělován od dob křížových výprav do roku 1964 titul "latinský patriarcha alexandrijský".
Dalšími pokračováními tohoto seznamu proto jsou:
- Seznam alexandrijských řeckých ortodoxních patriarchů
- Seznam koptských papežů
- Seznam alexandrijských katolických patriarchů
- Seznam alexandrijských latinských patriarchů

## Seznam alexandrijských biskupů a patriarchů předChalkedonským koncilem(451)
- sv. Marek Evangelista (43 – 63)
- Anianus (61 – 82)
- Avilius (83 – 95)
- Kedron (96 – 106)
- Primus (106 – 118)
- Justus (118 – 129)
- Eumenes (131 – 141)
- Marek II. (142 – 152)
- Celadion (152 – 166)
- Agrippinus (167 – 178)
- Julian (178 – 189)
- Demetrius (189 – 232)
- Heraclas (232 – 248)
- Dionýsios (248 – 264)
- Maximus (265 – 282)
- Theonas (282 – 300)
- Petros I. (300 – 311)
- Achillas (312 – 313)
- Alexandr I. (313 – 328)
- Athanasius I. (328 – 339)
- Řehoř Kappadocký (339 – 346) – koptové ho neuznávají.
- Athanasius I. (znovu) (346 – 373)
- Petr II. (373 – 380)
- Timotej I. (380 – 385)
- Theophilus I. (385 – 412)
- Cyril I. (412 – 444)
- Dioscorus I. (444 – 451) – poslední papež před schismatem